# Orville Wright
Orville Wright, född 19 augusti 1871 i Dayton, Ohio, död 30 januari 1948 på samma plats, var en flygpionjär som utförde den första flygningen med en motor som kraftkälla. Han var bror till Wilbur Wright, de två är även kända under benämningen Bröderna Wright, eftersom de delar på äran om utforskandet av aerodynamiken.

## Biografi
Gemensamt arbetade de efter sina lyckade flygningar med att sälja sina idéer och flygplan. 1904 erbjöd de sin flygmaskin Flyer III till den amerikanska staten och via översten John E. Capper vid Royal Aircraft Factory i Aldershot till den engelska armén. USA avböjde en affär och när Wrights insåg att britterna bara var ute efter att följa utvecklingen av flyget bröt de kontakten med britterna. I början av 1908 kontaktades bröderna av USA:s armé med en förfrågan om ett tvåsitsigt flygplan som skulle klara en 10 miles (16 km) lång flygning. Bröderna bestämde att Orville skulle bearbeta den amerikanska marknaden, medan Wilbur tog sig an den europeiska marknaden som samtidigt öppnades upp. Orville genomförde den första flygningen för USA:s armé 2 september 1908, den varade i fyra minuter och bevittnades av en liten skara. Den 10 september genomförde han en passagerarflygning med Frank P. Lahm som varade i en timme och 5 minuter.
Två dagar senare genomförde han en passagerarflygning med Squier. Den 17 december skedde den första dödsolyckan med ett Wright-flygplan och därmed den första flygolyckan med ett motorflygplan i världen. Orville startade med Thomas E. Selfridge som officiell observatör. Under flygningen brast ett propellerblad och Orville hann inte landa innan flygplanet havererade från 15 meters höjd. Selfridge fick livshotande skador och avled medan Orville skadades allvarligt.
Under våren 1909 reste Orville och systern Katherine till Pau i Frankrike för att besöka Wilbur. I Europa reste de vidare till Rom där de genomförde en flyguppvisning samt utbildade två italienska piloter. I maj 1909 var de alla åter i Dayton för att bygga ett nytt flygplan till USA:s armé. Flygproven inleddes 28 juli 1909 och en månad senare när alla prov var avklarade fick de 25 000 dollar för ett flygplan, dessutom en extra gratifikation på 5 000 dollar. Efter att flygplanet levererats reste Orville och systern Katherine till Berlin där han för företaget Flugmaschine Wright-Gesellschaft skulle utbilda två tyska piloter. Samtidigt passade han på att slå det gällande höjdrekordet till 172 meter den 16 september 1909. 
Företaget Wright Aeroplane Company växte hela tiden, man tillverkade flygplan och motorer till USA:s flotta och USA:s armé samt en mängd utländska stater. Under första världskriget var företaget en av de större leverantörerna av flygmotorer till de allierade. Orville fortsatte under lång tid att vara chef för de stora flygplansverkstäderna i Paterson i New Jersey. När han senare drog sig bort från den aktiva tiden inom flyget, valdes han in som ledamot i National Advisory Committe for Aeronautics.

## Eftermäle
Asteroiden 11246 Orvillewright är uppkallad efter honom.